# Parkland Memorial Hospital
Le Parkland Memorial Hospital est un hôpital situé à Dallas, Texas, États-Unis. C'est le principal hôpital du Parkland Health & Hospital System (en) et il sert d'hôpital public du comté de Dallas. L'hôpital est lié à l’University of Texas Southwestern Medical School.

## Histoire
Cet hôpital est surtout connu comme l'hôpital où trois personnes liées à l'assassinat de John F. Kennedy sont mortes : John Fitzgerald Kennedy après son transfert, le 22 novembre 1963, Lee Harvey Oswald le 24 novembre, et Jack Ruby, qui a tué Oswald, mort le 3 janvier 1967. 

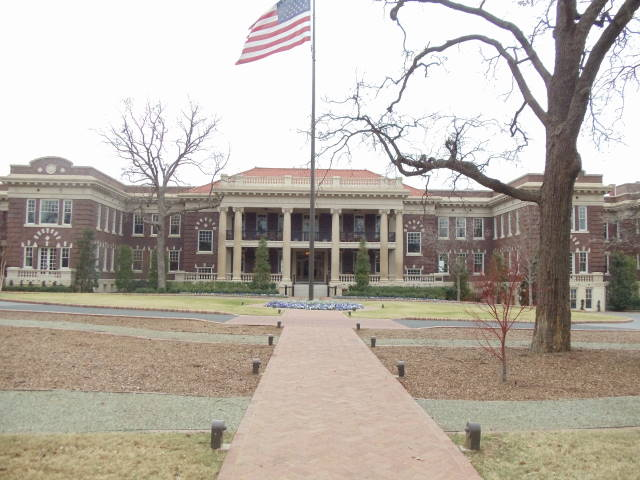
Ancien bâtiment de l'hôpital.
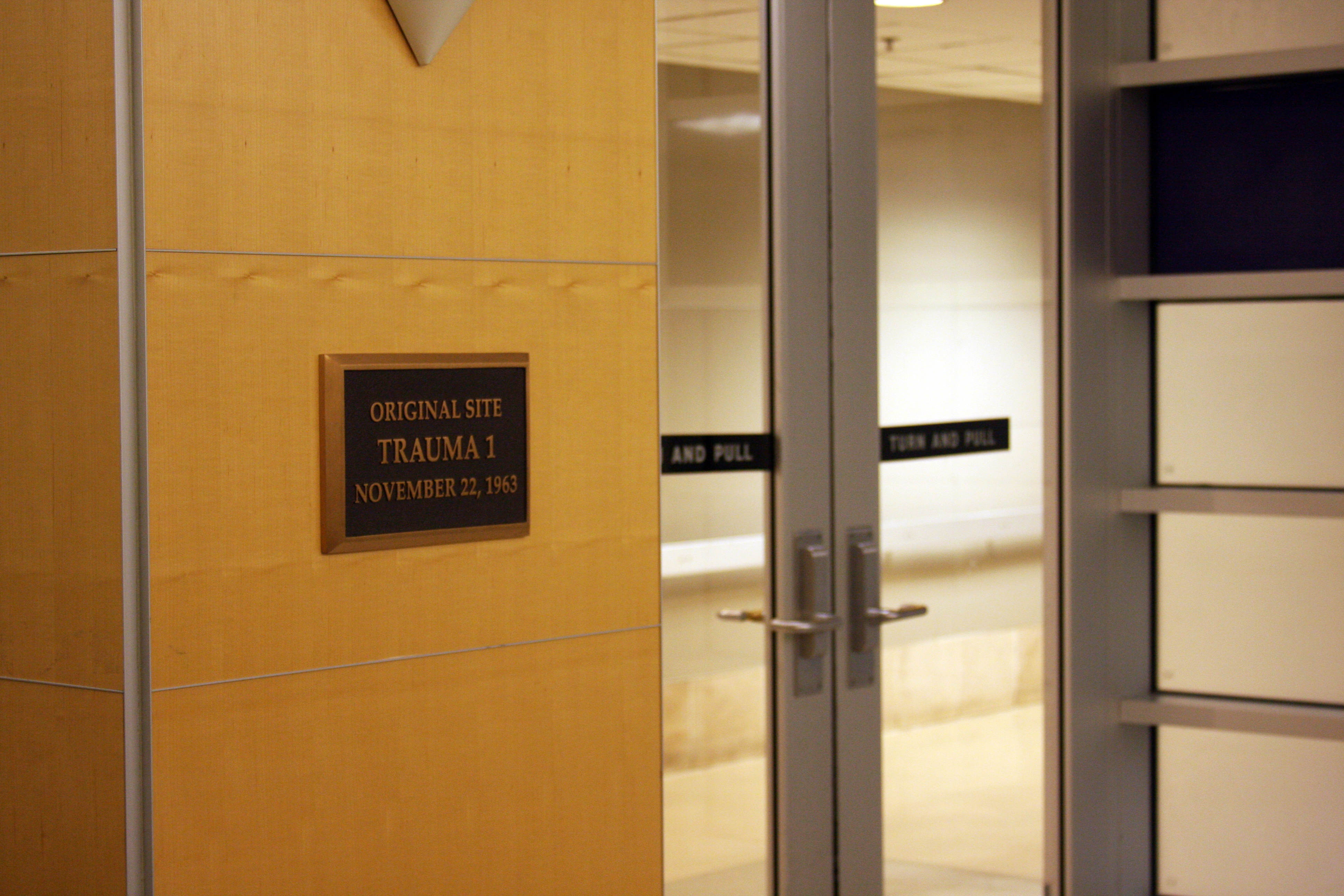
Plaque commémorative de l'emplacement originel de la salle occupée par John Fitzgerald Kennedy en 1963.

## Galerie d'image

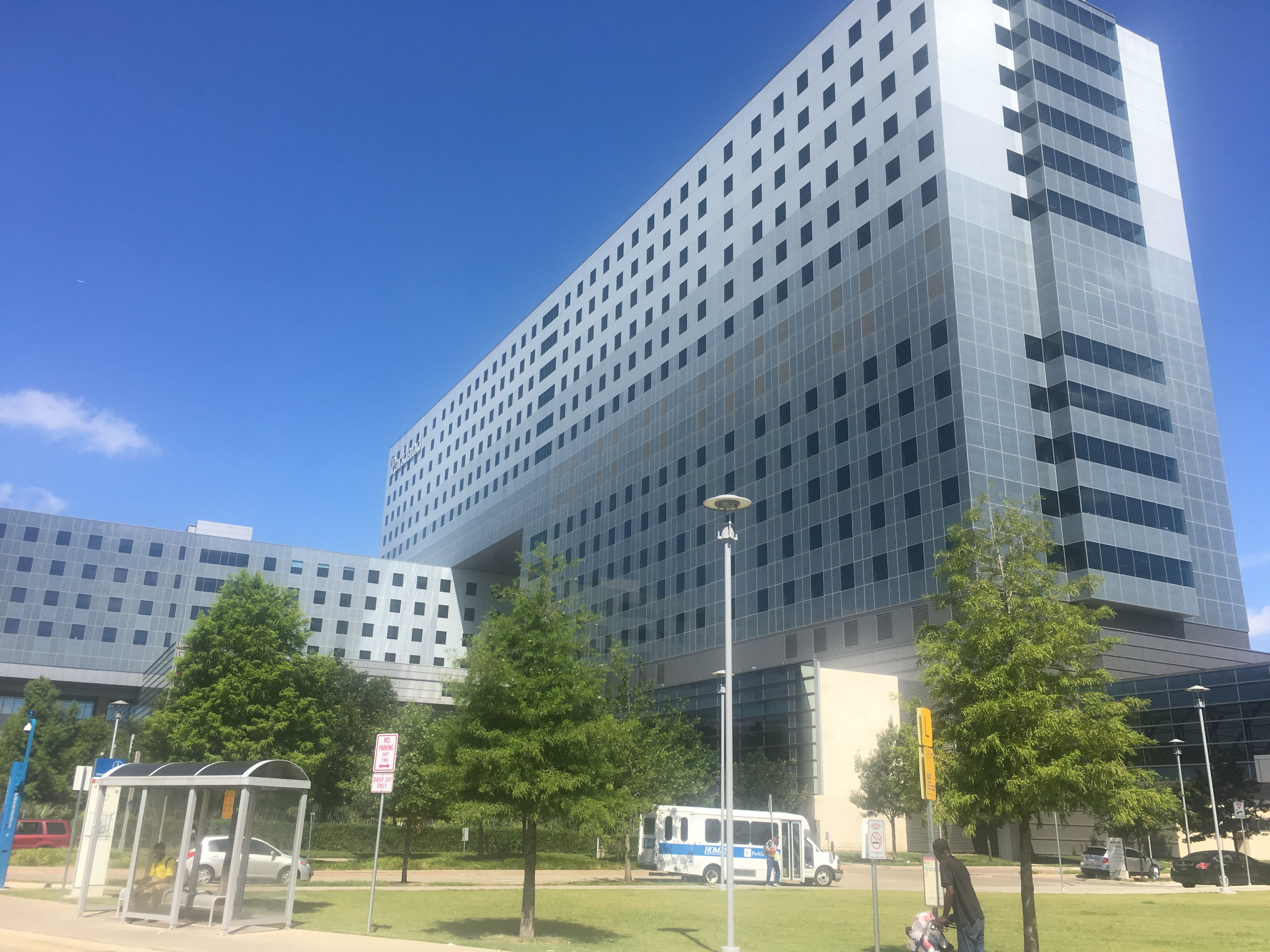
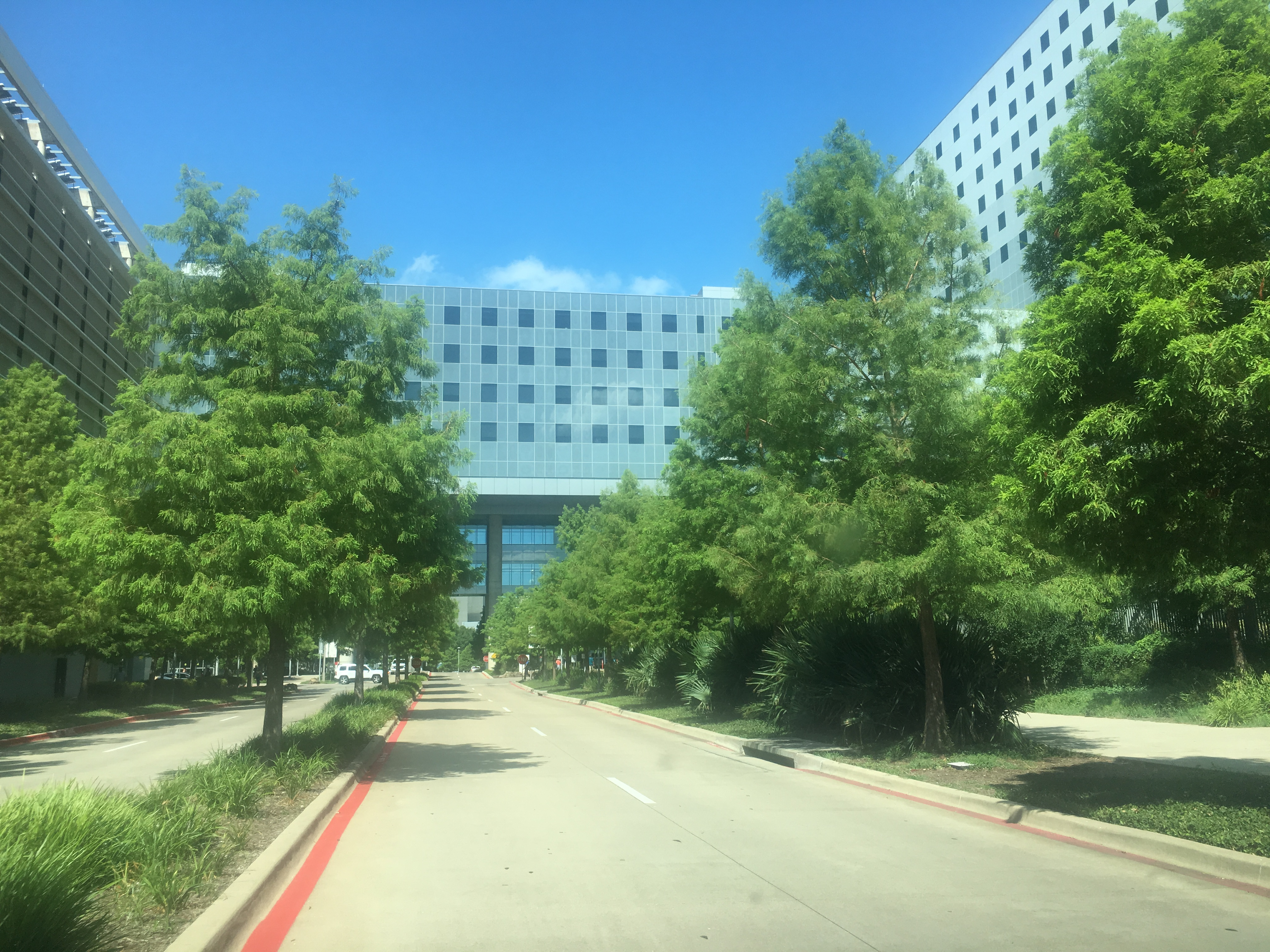
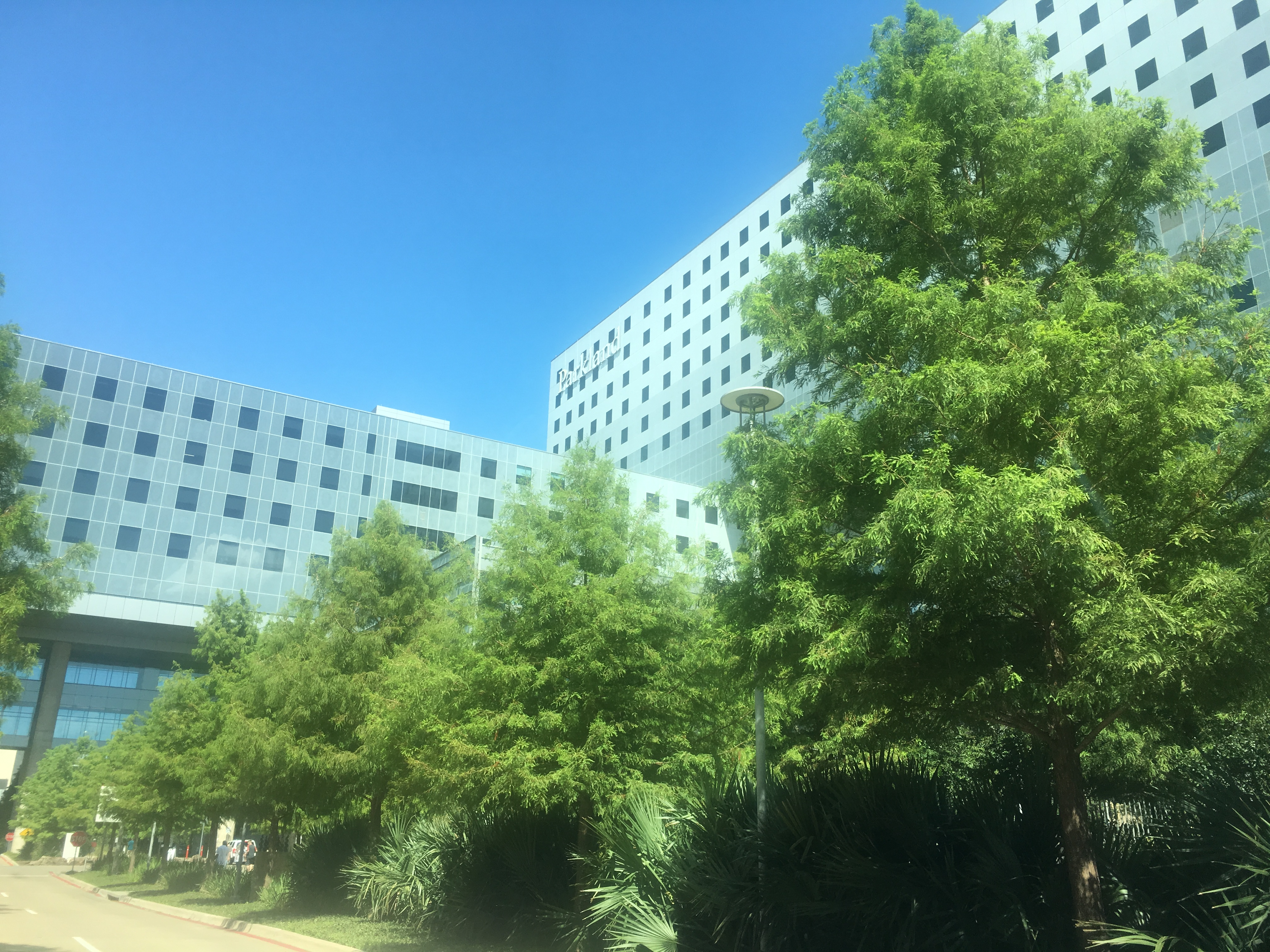
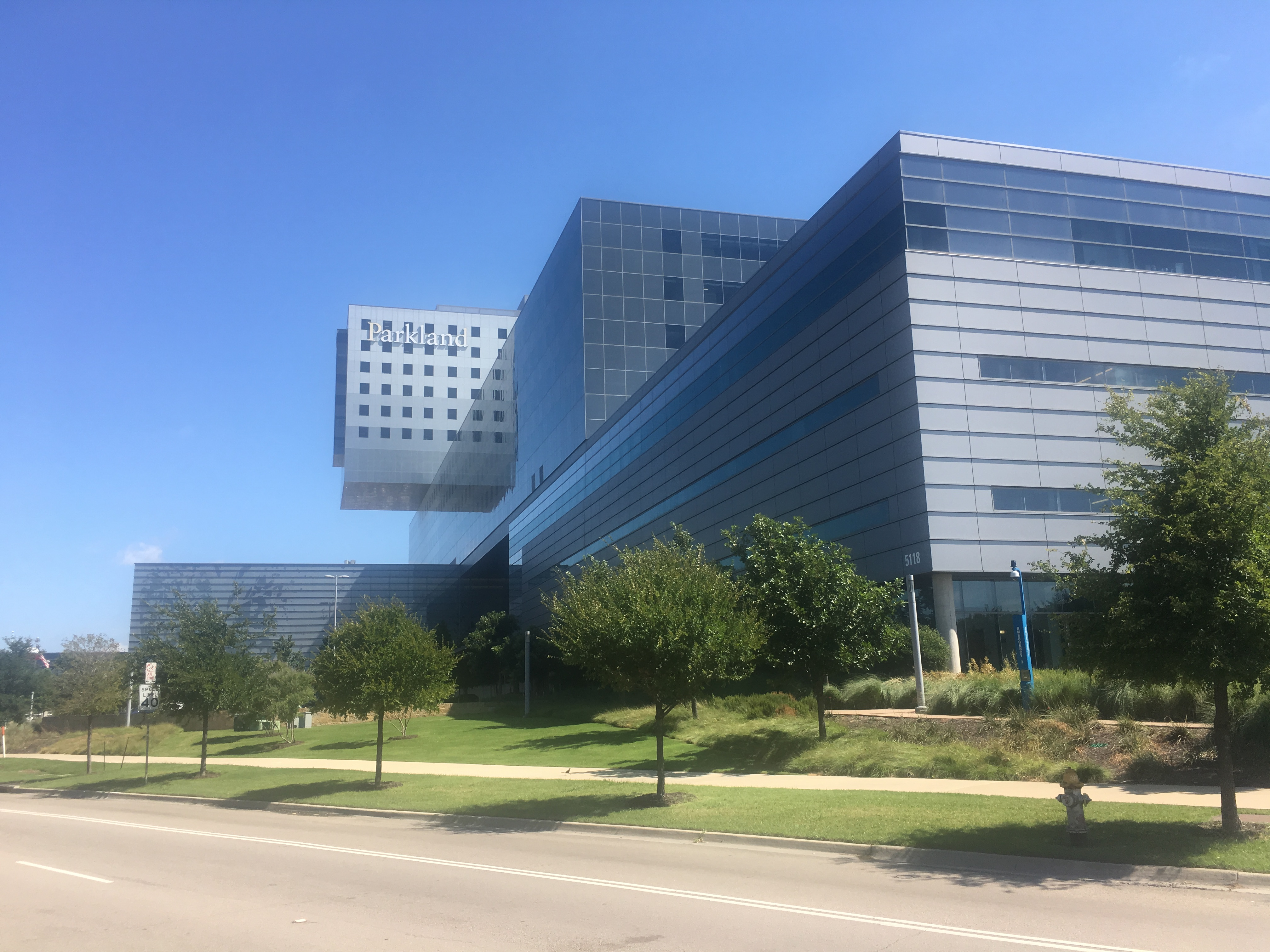
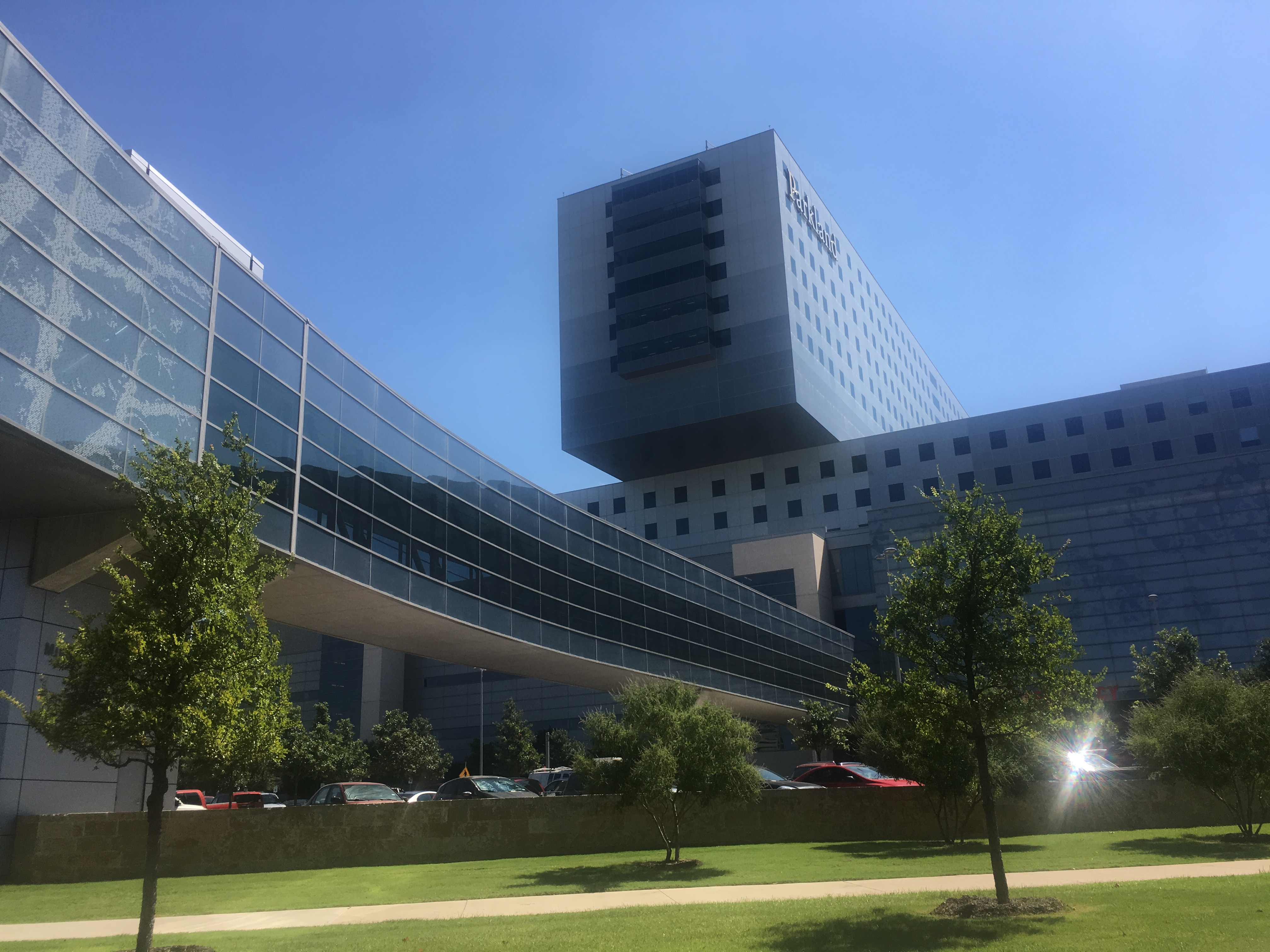
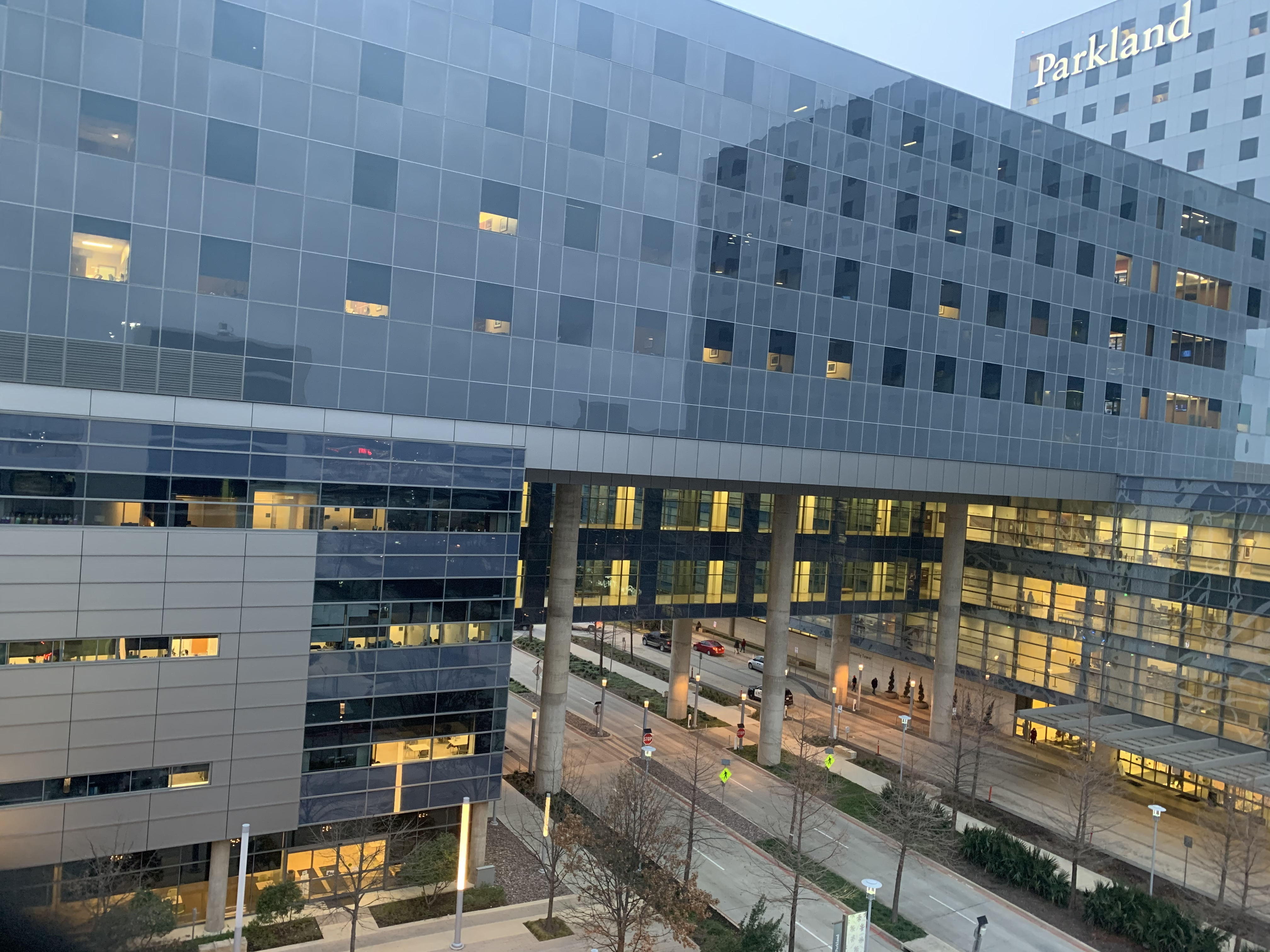

## Cinéma
Le film Parkland de Peter Landesman (2013), avec notamment Zac Efron, Jacki Weaver et Paul Giamatti, retrace les évènements qui se sont déroulés alors aux urgences de l'hôpital.